# Ortegia
- Commons
- Wikispecies

Ortegia L. é um género botânico pertencente à família Caryophyllaceae.

## Espécies
- Ortegia dichotoma
- Ortegia hispanica

## Classificação do gênero
| Sistema | Classificação                     | Referência              |
| ------- | --------------------------------- | ----------------------- |
| Linné   | Classe Triandria, ordem Monogynia | Genera plantarum (1754) |